# گانس (اکلاهما)
گانس(به انگلیسی: Gans) شهری در ایالت اکلاهما کشور ایالات متحده آمریکا است که جمعیت آن در سرشماری سال ۲۰۱۰ میلادی، ۳۱۲ نفر بوده‌است.